# 薩拉韋里區
薩拉韋里區（西班牙語：Distrito de Salaverry），是秘魯的一個區，位於該國西北部拉利伯塔德大區的特魯希略省，始建於1879年1月4日，面積295.88平方公里，海拔高度3米，2005年人口13,151，人口密度每平方公里44人。